# فرانسوا جان دي شاتليه
فرانسوا جان دي شاتليه (بالفرنسية: François Jean de Chastellux)‏ (1146-1203هـ/1734-1788م) هو مؤلف فرنسي، وجندي في حرب السنين السبع والثورة الأمريكية. عرف بمؤلفه «رحلات في أمريكا الشمالية في 1780، 1781، 1782» 1786 وهو وصف شيق للحياة بالولايات المتحدة. انتخب عضوًا بالأكاديمية الفرنسية سنة 1775.